# Warszawa Opaczewska
Warszawa Opaczewska – stacja kolejowa w Warszawie, wcześniej pod nazwą Warszawa Granica Miasta, zlikwidowana w 1975 roku.
Została wybudowana w 1927 roku. Znajdowała się w dzielnicy Ochota przy skrzyżowaniu ul. Szczęśliwickiej i ul. Opaczewskiej. Była jedną ze stacji kolejki EKD, a później WKD.